# Homollea longiflora
Homollea longiflora är en måreväxtart som beskrevs av Arenes. Homollea longiflora ingår i släktet Homollea och familjen måreväxter. Inga underarter finns listade i Catalogue of Life.